# Cucurbita pepo subsp. gumala
Cucurbita pepo gumala es una subespecie de Cucurbita pepo establecida por Teppner (2000) que describe poblaciones de la especie distribuidas en Guatemala que según el autor no se corresponden con los caracteres de Cucurbita pepo pepo ni Cucurbita pepo ovifera (en el sentido de Decker 1988).

## Literatura taxonómica primaria
Teppner H. 2000. Cucurbita pepo (Cucurbitaceae) - History, seed coat types, thin coated seeds and their genetics - Phyton (Horn, Austria) 40 (1): 1-42, 46 figures - En inglés con resumen en alemán. https://web.archive.org/web/20160304122124/http://www.uni-graz.at/~teppnerh/Phyton%2044-2%20245-308%20TEPPNER.pdf